# Putna, Vrancea
Putna este un sat în comuna Bolotești din județul Vrancea, Moldova, România.